# Sebastian Burger (Maler)
Sebastian Burger (* 1980 in Magdeburg) ist ein deutscher Maler.

## Werdegang
Sebastian Burger begann 2001 ein Studium der Grafik und Druckgrafik an der Wiener Kunstschule in Wien. Von 2003 bis 2009 studierte er an der Hochschule für Grafik und Buchkunst Leipzig, ab 2005 in der Klasse für Malerei bei Neo Rauch. Sein Studium schloss er 2009 mit dem Diplom ab. Anschließend war er von 2010 bis 2012 Meisterschüler bei Neo Rauch. Von 2012 bis 2013 erhielt er ein Arbeitsstipendium der Konrad-Adenauer-Stiftung. Er lebt und arbeitet in Leipzig.

## Werk
Sebastian Burger ist ein Künstler der Neuen Leipziger Schule, die zur figürlichen Malerei zurückgekehrt ist. Zu seinen Werken gehören sowohl kleine Malereien und Zeichnungen als auch großformatige Bilder in Öl auf Leinwand, Öl auf Papier oder Öl auf Holz. Burgers Bilder zeigen Menschen, Tiere, Sagenfiguren und andere rätselhafte Gestalten in einer meist fremdartigen Umgebung. Sie sind gespickt mit ironischen Anspielungen auf deutsche Malerei des 19. Jahrhunderts, Surrealismus und Fantasy.
Mit seinen Bildern gewährt Sebastian Burger einen Einblick in eine Welt, die sich zusammensetzt aus Formstücken und Fragmenten, die nicht zueinander gehören, die sich aber beobachten lassen auf ihrem Weg zueinander. Dabei übertrifft die zeichnerische Aneignung von Welt die allein narrative Dimension und findet zu Haltung und Anmutung. Der dezidierte Rückgriff auf romantische Bildkonstellationen, auf geisterhafte Fabel und groteske Anekdote, liest sich in nicht wenigen Arbeiten Burgers als wohlüberlegter Kommentar zu den erhitzt geführten Diskursen der Gegenwart.

## Ausstellungen

### Einzel- und Doppelausstellungen
- 2016 Through a Glass, Clearly (mit Stefan Guggisberg), G2 Kunsthalle, Leipzig[5]
- 2016 Birth of Serpents, Galerie Tobias Naehring, Leipzig[6]
- 2014 Dolce & Gebeine, Galerie Leuenroth, Frankfurt/Main
- 2013 L'egoiste romantique (mit Sebastian Nebe), Passerelle Centre d'art contemporain, Brest, Frankreich[7]
- 2012 Sebastian Burger - EHF 2010, Konrad-Adenauer-Stiftung, Berlin[3]
- 2012 Palmendiebe (mit Yvette Kießling), Galerie Leuenroth, Frankfurt am Main, Deutschland
- 2010 Baalbek, Galerie Brigitte Maurer, Frankfurt am Main[8]
- 2010 KINA KINA mit Heide Nord, Maerzgalerie, Leipzig, Deutschland[9]
- 2008 NOBODY IN THE CHAIR / NOBODY IN THE BOOK / NOBODY IN THE RAIN mit Heide Nord, Galerie Gabriel Rolt, Amsterdam, Niederlande

### Beteiligung (Auswahl)
- 2016 Drive, Tomorrow Gallery, New York
- 2016 La domaine enchanté, Galleria Acappella, Neapel[10]
- 2015 Wahrheiten – SØR Rüsche Sammlung, Museum Abtei Liesborn, W.-Liesborn
- 2015 Die phantastische Linie, Kunstverein Talstrasse, Halle/Saale
- 2015 Drawings, Galerie Dukan, Paris
- 2014 Neue Bildwelten, Heike Moras Art, London[10]
- 2014 Gast aus Zucker, Galerie Noah, Augsburg[11]
- 2013 L´enfer, c´est les autres II, Laden für Nichts + Weißcube Galerie, Leipzig, Deutschland
- 2013 Der Aufstand der Dinge, Neuer Kunstverein Aschaffenburg, Deutschland
- 2013 Atelier für Radierung Leipzig, Bauhof Winterthur, Schweiz
- 2012 JAHRESGABEN 2012, Kunstverein Braunschweig, Deutschland[12]
- 2012 SALON DER GEGENWART 2012, Elbhof, Hamburg, Deutschland[13]
- 2012 MINI, Weißcube Galerie, Leipzig, Deutschland
- 2012 TAFELDIENST, Kunsthalle der Sparkasse, Leipzig, Deutschland
- 2012 DIE SCHWARZE ZUNGE II, Städtische Galerie Isny, Isny, Deutschland
- 2011 SAXONIA PAPER - ZEICHNUNG IN SACHSEN, Kunsthalle der Sparkasse, Leipzig, Deutschland
- 2011 IM SCHATTEN DER ERDE, Galerie Tobias Naehring, Leipzig, Deutschland
- 2011 CELEBRATE SEBASTIAN, Galerie Kleindienst, Leipzig, Deutschland
- 2011 FUME EMITS, Loop - Raum für aktuelle Kunst, Berlin, Deutschland
- 2011 HOTSPOT BERLIN - Eine Momentaufnahme, Georg-Kolbe-Museum, Berlin
- 2011 AFTER THE GOLDRUSH, Kunstverein Speyer, Deutschland
- 2011 Der romantische Egoist (mit Sebastian Nebe), Kunstverein Tiergarten, Berlin, Deutschland
- 2010 DER EHEMALIGE NORDEN, Kunstverein Wilhelmshöhe, Ettlingen, Deutschland
- 2010 ALS LÖSUNG ERSCHIEN UNS DER WELTRAUM, Tobias Naehring, Leipzig, Deutschland
- 2010 HOTEL GENIAL, Kunstverein Tiergarten, Berlin, Deutschland
- 2009 NEUN NEUE, Lindenau-Museum, Altenburg, Deutschland
- 2009 NEVER ODD OR EVEN I, Boulevard Parabol, Berlin, Deutschland
- 2009 NEVER ODD OR EVEN II, Kunstraum Ortloff, Leipzig, Deutschland
- 2009 BALUSTER / Absolventen 2009 Professor Neo Rauch, C-AF Leipzig, Deutschland
- 2009 EVERYTHING RIGHT IS WRONG AGAIN, Maerzgalerie, Berlin, Deutschland
- 2009 ALL MY FRIENDS ARE DEAD, Maerzgalerie, Leipzig, Deutschland
- 2008 DREAMS REOCURRING, Leipzig, Deutschland
- 2007 2007 SEIT LEIPZIG, Kunsthalle Wittenhagen, Deutschland
- 2006 FERMENTE - POSITIONEN JUNGER KUNST, Maerzgalerie, Leipzig, Deutschland
- 2005 FERMENTE - POSITIONEN JUNGER KUNST, Maerzgalerie, Leipzig, Deutschland
- 2003 DIE INFANTINNEN, Kleine Galerie, Wien, Österreich

## Künstlerbücher
- Der romantische Egoist: Sebastian Burger, Sebastian Nebe; eine Ausstellung im Kunstverein Tiergarten, Galerie Nord, Berlin 2011
- Through a Glass Clearly. Sebastian Burger & Stefan Guggisberg, G2 Kunsthalle, Leipzig, Anka Ziefer (Hg.), MMKoehn Verlag Leipzig/Berlin 2016, ISBN 978-3-944903-36-1.